# George Baird
George Hetzel Baird (ur. 5 marca 1907 w Grand Island, zm. 4 września 2004 w Rhinebeck) – amerykański lekkoatleta (sprinter), mistrz olimpijski z 1928.
Na igrzyskach olimpijskich w 1928 w Amsterdamie startował w sztafecie 4 × 400 metrów, która zdobyła złoty medal, biegnąc w składzie: Baird, Emerson Spencer, Fred Alderman i Ray Barbuti. Ustanowiła wówczas rekord świata czasem 3:14,2.
Sześć dni później, 11 sierpnia 1928 w Londynie sztafeta amerykańska w składzie: Baird, Morgan Taylor, Barbuti i Spencer ustanowiła czasem 3:13,4 rekord świata na dystansie 4 × 440 jardów, który był również rekordem w sztafecie 4 × 400 metrów.
Ukończył studia na University of Iowa w 1929. Pracował przez wiele lat ze swym bratem Bilem, który prowadził znaną trupę marionetek. Później był wykładowcą pedagogiki na New York University.
Zmarł w 2004 jako najstarszy żyjący mistrz olimpijski.